# Françoise Dorin
Françoise Dorin (Parigi, 23 gennaio 1928 – Courbevoie, 12 gennaio 2018) è stata una drammaturga, scrittrice e paroliera francese.
Autrice di circa trenta opere teatrali e più di venticinque libri, compose numerosi testi di canzoni per vari artisti. Per le sue attività fu insignita della Legion d'onore, dell'Ordine delle arti e delle lettere e di Grand officier de l'ordre national du Mérite.

## Biografia
Figlia del cantante René Dorin, Françoise aveva iniziato come attrice con Michel Piccoli e Roger Hanin. Per tre anni aveva poi collaborato con suo padre a scrivere recensioni del théâtre des Deux Ânes.
Nei primi anni '60 aveva iniziato a comporre testi per canzoni: la prima fu Lettre à Véronique per Colette Deréal, nel 1965 per Charles Aznavour aveva scritto Que c'est triste Venise, che ebbe un grande successo e Y'a rien à faire. Nel 1966 compose il testo della versione in francese di Sfiorisci bel fiore di Enzo Jannacci Les Filles et les roses incisa da Gigliola Cinquetti. Compose per Dalida la danza di Zorba, tratta dalla colonna sonora di Zorba il greco. Scrisse inoltre testi per Richard Anthony, Patachou, Mireille Mathieu e altri. 
Nel 2007 era stata una delle autrici delle 13 canzoni che compongono il concept album D'elles di Céline Dion, canzoni scritte da autori francesi e del Québec, incentrati sulla donna.

## Opere
- Les lettres que je n'ai pas envoyées, Plon, 2009
- Prête-moi ta vie pour t'écrire là-haut,  Libra Diffusio, Le Mans, 2012 ISBN 2844925162

### Tradotti in italiano
- Letti a una piazza, Rizzoli, Milano 1981 (traduzione di Augusto Donaudy)
- Madame L. L.,  Rizzoli, Milano 1986 ISBN 8817673412 (traduzione di Adriana Dell'Orto)

## Cinema
- 1977, Pane, burro e marmellata di Giorgio Capitani autrice del soggetto
- 1989, À deux minutes près di Éric Le Hung autrice della sceneggiatura